# Graham Young
Graham Frederick Young (7 september 1947 – 1 augustus 1990) was een Britse seriemoordenaar die in totaal drie mensen dodelijk en vele anderen levensgevaarlijk vergiftigd heeft. Hij heeft zijn stiefmoeder en twee collega's, Bob Egle en Fred Biggs daadwerkelijk vermoord. Young raakte geobsedeerd door de werking van gif op levende mensen en hield hun "vorderingen" in een logboek bij. Op 14-jarige leeftijd, in 1961, begon hij gif uit te proberen op zijn familie in kleine doses. Hiervoor gebruikte hij antimoon en digitalis. Hij maakte de verkopers wijs dat de stoffen voor proefjes voor zijn school waren.

## Eerste moord
In 1962 stierf Youngs stiefmoeder Molly aan een dodelijke dosis vergif. Naast haar had hij ook zijn vader, zus en een schoolvriend langzaam en systematisch vergiftigd. Om geen verdenking op zichzelf te laden, vergiftigde hij zichzelf. Toch kreeg zijn tante argwaan en Young werd naar een psychiater gestuurd, die de politie waarschuwde. Op 23 mei 1962 werd hij gearresteerd waarna hij bekende. De stoffelijke resten van zijn stiefmoeder konden niet meer geanalyseerd worden, omdat ze gecremeerd was.
Young werd veroordeeld tot een 15-jarige behandeling in een psychiatrisch ziekenhuis voor criminelen. Na negen jaar, "totaal genezen" verklaard, werd hij vrijgelaten. In die tijd heeft hij zijn tijd "goed" besteed aan het bestuderen van medische teksten en zijn kennis van de effecten van verschillende soorten vergif op het menselijk lichaam uitgebreid. Medepatiënten en personeel gebruikte hij als proefdieren voor zijn experimenten.

## Na zijn detentie
Toen hij in 1971 werd vrijgelaten, vond hij een baan in Bovingdon, Hertfordshire bij een winkel voor fotografische apparatuur. Zijn werkgevers waren op de hoogte van zijn eerder detentie, maar niet dat hij veroordeeld was vanwege vergiftiging. Kort nadat Young was begonnen bij het bedrijf werd zijn chef Bob Egle ernstig ziek en stierf. Young had zijn collega's vergiftigd door de thee die hij rondbracht te mengen met gifstoffen als antimoon en thallium. Eerst werd gedacht aan een virus, dat de bijnaam "Bovingdon Bug" kreeg. De werkelijke oorzaak was echter Youngs fascinatie voor vergiftiging.
Gedurende de volgende maanden vergiftigde Young ongeveer 70 mensen, niemand dodelijk. De opvolger van Bob Egle werd kort na zijn aantreden ziek en nam ontslag. Zonder dat hij het wist, redde die beslissing waarschijnlijk zijn leven. Een paar maanden later werd een collega Fred Biggs ernstig ziek en overleed in een ziekenhuis in Londen.
Op dat moment werd er een grondig onderzoek gestart naar de gebeurtenissen bij het bedrijf. Young zelf vroeg de bedrijfsarts of er niet was gedacht aan thallium vergiftiging. Ook had hij een van zijn collega's verteld dat zijn hobby het bestuderen van giftige chemicaliën was. Hierop ging die collega naar de politie en die ontdekten tot hun verbazing zijn criminele verleden.

## Tweede veroordeling
Op 21 november 1971 werd hij gearresteerd. De politie vond thallium en antimoon in zijn zakken en thallium en aconitine in zijn appartement. Ook vonden ze een dagboek dat uiterst nauwkeurig alle doses en effecten bijhield. Ook vermeldde Young wanneer hij zijn slachtoffers de dodelijke dosis zou toedienen. Zo speelde hij met de levens van zijn "ratten".
Bij zijn tien dagen durende proces dat op 19 juni 1972 begon, beweerde Young onschuldig te zijn en gaf als verklaring voor het dagboek dat het slechts fantasieën waren en manuscripten voor een boek dat hij zou gaan schrijven. De bewijzen spraken tegen hem en hij werd veroordeeld tot levenslange gevangenisstraf. Hij kreeg als bijnaam de Teacup Poisoner, hoewel hij zelf liever herinnerd wilde worden als de World Poisoner.
Young overleed in zijn cel op 42-jarige leeftijd in 1990. De officiële doodsoorzaak luidde een hartaanval, maar vermoed wordt dat hij door medegevangenen is omgebracht.
De film The Young Poisoner's Handbook uit 1995 is gebaseerd op het leven en handelen van Young.

## Vol bewondering
In november 2005 werd in Japan een 16-jarig meisje gearresteerd dat haar moeder maandenlang vergiftigde en daarvan een logboek bijhield. Zij deed dit als een eerbetoon aan Graham Young. Het meisje diende haar moeder het rattengif thallium, dat Young ook gebruikt had, toe. Het 16-jarige meisje verhoogde steeds de dosis en hield in haar logboek bij hoe haar moeder leed. Het meisje dat werd gearresteerd na een tip van haar broer, kwam openlijk uit voor haar bewondering voor Young.